# Vorschule
Vorschule ist die Erziehung vor dem Schuleintritt, z. B. im Kindergarten und in gesonderten Vorschuleinrichtungen, die schulische Leistungen vorbereiten. Die Vorschulerziehung wird je nach Staat oder Gliedstaat unterschiedlich gehandhabt.

## Deutschland

### Ursprüngliche Bezeichnung im Kaiserreich und Nennung im Grundgesetz
Im Deutschen Kaiserreich bezeichnete das Wort „Vorschule“ eine Schulform, die von der ersten bis zur dritten Klasse reichte. Sie konnte anstelle der Grundschule besucht werden, war ein Jahr kürzer und bereitete auf das Gymnasium vor. Ihr Besuch kostete erhebliche Gebühren, sodass sie den wohlhabenderen Bevölkerungsschichten vorbehalten blieb. Dadurch hatten die Kinder aus diesen Schichten einen Vorteil in der weiteren höheren Bildung (Gymnasium, Universität). In der Weimarer Republik wurden die Vorschulen deshalb abgeschafft.
Noch heute findet sich im Art. 7 Abs. 6 des Grundgesetzes der Satz „Vorschulen bleiben aufgehoben“, der aus der Weimarer Reichsverfassung übernommen wurde. Der Satz bezieht sich auf die privaten Vorschulen, die auf den Besuch des Gymnasiums vorbereiten sollten. Sie wurden 1920 durch die kostenlose staatliche Grundschule ersetzt. Vorschulen sollen nach heutigem Sprachgebrauch auf die Grundschule vorbereiten.

### Vorschule
Eine typische Vorschule – zwischen Kindergarten und Grundschule – gibt es heute (mit Ausnahme zum Beispiel in Hamburg) kaum noch. Schulkindergärten oder Vorschulklassen werden, wo sie noch bestehen, abgebaut und dem Kindergartenbereich zugeordnet. Eine solche (auf das letzte Jahr vor der Einschulung konzentrierte) Vorbereitung auf die Schule wurde als spät einsetzend und zu kurz greifend kritisiert. In der Bildungsdebatte der 1970er Jahre in der Bundesrepublik Deutschland stand die Frage der Zuordnung der fünfjährigen Kinder schon einmal auf der Tagesordnung und wurde bereits damals zugunsten des Kindergartens entschieden.
In der DDR war dies immer unumstritten. Der Vorschulunterricht wurde in der Regel ein Jahr vor der Einschulung in demselben Gebäude durchgeführt, in dem sich die künftige Schule befand. Der Unterricht sollte den Kindern helfen, sich auf den auf sie zukommenden Schulunterricht hin zu orientieren und an dessen Rhythmus anzupassen. Zum Unterricht gehörten Sprachübungen, Handmotorik, mathematische Vorstellungen und Kreativität.
Die im Zuge der PISA-Studien kritisierten Defizite der frühen Bildung richten sich nicht auf das Fehlen einer Vorschule, sondern auf die zu wenig systematische und ungenügend neueren wissenschaftlichen Erkenntnissen folgende frühe Bildung in den verschiedenen Formen der Kindertagesbetreuung.

### Kindergarten
In Kindergärten, die die Kinder ab dem dritten Lebensjahr besuchen, gibt es im Gegensatz zu Schulen keinen allgemeinverbindlichen Lehrplan. Art. 7 Grundgesetz billigt zwar der Schule einen (gegenüber dem Elternwillen) eigenständigen Bildungsauftrag zu, nicht aber den Einrichtungen der Kindertagesbetreuung. Die inhaltliche Gestaltungshoheit, auch die Festsetzung von Bildungszielen, liegt beim Träger der Einrichtung. Seit 2004 gibt es (auch infolge der PISA-Studien) eine verstärkte Diskussion über die frühe Bildung. Inzwischen haben fast alle Bundesländer Bildungspläne, die zumeist über Vereinbarungen mit den Trägern eine gewisse Verbindlichkeit erlangen sollen.

### Vorschulähnliche Erziehung an Grundschulen

#### Aktuelle Einrichtungen (Stand: 2014)
In den in einigen Bundesländern bestehenden Schulkindergärten bzw. in den baden-württembergischen Grundschulförderklassen werden Kinder aufgenommen, die bei Erreichen des Alters für die allgemeine Schulpflicht noch nicht die erforderliche Schulreife haben. In den Förderklassen erwerben die Kinder neben den sozialen Kompetenzen auch fehlende sprachliche, graphomotorische und kognitive Fähigkeiten. Ziel dieser Einrichtungen ist es, eine Einschulung in einer Grundschule zum Beginn des nächsten Schuljahres zu ermöglichen. Der Ausgleich von defizitären Deutschkenntnissen gehört auch zum Aufgabenbereich einer Grundschulförderklasse.
1970 wurden in Hamburg die ersten Vorschulklassen eingerichtet. Die existierenden Vorschulklassen sind Einrichtungen der Grundschulen. Im Schuljahr 2013/14 wurden an 237 von 246 Grundschulen in Hamburg Vorschulklassen eingerichtet. In die Vorschule aufgenommen werden schulpflichtige Kinder, die vom Besuch der Grundschule zurückgestellt worden sind und Kinder, bei denen im Rahmen der im Hamburgischen Schulgesetz vorgeschriebenen Sprachstandserhebung Defizite festgestellt worden sind. Bei zurückgestellten Kindern besteht freie Wahl, ob sie eine Vorschulklasse an einer Grundschule besuchen wollen oder das Kind weiter in einer Kindertagesstätte betreut wird. Für Kinder, bei denen im Rahmen des Vorstellungsverfahrens ein ausgeprägter Sprachförderbedarf ermittelt wurde, ist ein Besuch der Vorschulklassen vor der Einschulung verpflichtend.
In Bayern erhalten Kinder, deren Eltern beide nicht deutschsprachiger Herkunft sind und denen durch Sprachstandserhebung unzureichende Deutschkenntnisse bescheinigt werden, eine 240 Stunden dauernde spezielle Deutschförderung, den sogenannten Vorkurs. Die Vorkurse finden über einen Zeitraum von insgesamt eineinhalb Jahren statt. Verpflichtend sind sie für schulpflichtige Kinder ausländischer Herkunft ohne ausreichende Deutschkenntnisse, die von der Einschulung zurückgestellt werden. Die Vorkurse werden in enger Kooperation von pädagogischen Fachkräften der Kindergärten und Grundschullehrern durchgeführt.

#### Frühere Einrichtungen
Im Schulversuch (in Hessen und in Nordrhein-Westfalen) wurde in den 1970er Jahren die Grundschulzeit an manchen Schulen um ein Jahr vorgezogen und verlängert. Die Kinder wurden auf Wunsch der Eltern bereits ein Jahr vor Erreichen der Schulpflicht in die Schule aufgenommen. Im Rahmen des Schulversuchs sollten die Kinder spielerisch in den Schulalltag und an das Lernen herangeführt werden. Wegen der vorzeitigen Einschulung wurde der Schulversuch umgangssprachlich auch Vorschule genannt.
In Berlin wurde im Rahmen einer Schulreform die Vorschule zum letzten Mal im Schuljahr 2004/2005 durchgeführt. Gleichzeitig wurde das Einschulungsalter der Kinder um ein halbes Jahr vorverlegt. Dies hatte zur Folge, dass 2005 anderthalb Jahrgänge eingeschult wurden. Die auf die Schule vorbereitende Erziehung soll zukünftig in den Kindergärten umgesetzt werden. Danach sollen die Kinder in eine „flexible Eingangsphase“, die zwischen einem und drei Jahren dauern kann, kommen. Nach der Eingangsphase kommen die Kinder dann in die 3. Klasse. Mit diesem Konzept soll erreicht werden, dass die Kinder in der 3. Klasse in etwa den gleichen Leistungsstand haben.

## Andere Staaten

### Finnland
Laut PISA-Studie hat Finnland eines der erfolgreichsten Bildungssysteme weltweit.
Bereits in den frühen Jahren wird in Finnland die Bildung der Kinder als förderungs- und unterstützungswürdig angesehen, ohne dass schulische Bildungsformen auf den vorschulischen Bereich übertragen werden. Die Kinder werden relativ spät eingeschult (7 Jahre). Statt einer frühen Einschulung wird auf die Qualifikation der Fachkräfte im Vorschulbereich, auf die Personalausstattung sowie auf eine wissenschaftliche Begleitung und Unterstützung besonderer Wert gelegt.
Grundsätzlich ist in Finnland der Staat für die Betreuung der Kinder zuständig. Kinder haben ein Recht auf Betreuung und Erziehung (unabhängig von der Form). Die Kindertagesstätten gehören in Finnland zum Bildungssystem – im Gegensatz zu Deutschland, wo der Kindergarten von den Sozialministerien beaufsichtigt wird (nicht vom Kultusministerium eines Bundeslandes).
In Finnland besuchen 55 % der Kinder unter 7 Jahren eine Kindertagesstätte. Die Öffnungszeiten betragen ca. 10 Stunden; es gibt aber auch Tagesstätten, die 24 Stunden geöffnet haben. In der Regel wird eine ganz- oder halbtägige Aufnahme des Kindes angeboten. Die Gruppen werden altersgemischt in Ganztags- oder Halbtagsgruppen geführt. Meist besteht der Tag aus folgenden Schwerpunkten (N. Kuch, S. 5):
- Zusammenkommen am Morgen
- Feste Essenszeiten
- Ruhe am Mittag
- Spiele draußen
- musikalische und Sprachförderung
- Bildung soll angeboten werden, ist aber nicht verpflichtend.

Die Gruppengröße für Kinder unter 3 Jahren sind 12 Kinder, für Drei- bis Siebenjährige 20 Kinder. Der Betreuungsschlüssel beträgt für vier Kinder unter 3 Jahren oder für sieben Kinder über 3 Jahren eine Fachkraft (in der Regel eine an der Hochschule ausgebildete Erzieherin, s. u.).
Ein großer Anteil der Kosten für das Bildungssystem werden in Finnland in das Vorschulsystem investiert. Dahinter steckt die Idee, dass frühe Erziehung ein wesentlicher Bestandteil der Bildung ist. Wichtige Schwerpunkte der frühen Bildung sind:
- Ethik und Philosophie
- Gesundheit
- Körperliche und motorische Entwicklung
- Kunst und Kultur
- Mathematik
- Sprache und Interaktion
- Umwelt und Naturkunde.

(Siehe dazu Literatur: N. Kuch)
Die Ziele der Vorschulerziehung in Finnland sind (nach Natalija Kuch):
- Das positive Selbstbild der Kinder zu festigen und das Lernvermögen zu fördern, wobei spielerisches Lernen im Vordergrund stehen soll.
- Das Kind soll lernen, sich als Mitglied der Gruppe zu verstehen.
- Sie sollen wissen, was für ihr gesundheitliches Wohlergehen wichtig ist.
- Die sprachliche Identität soll entwickelt werden: Sich vielfältig ausdrücken, verschiedene Formen der Kunst kennenlernen – auch aus anderen Kulturen.
- Sie sollen ihre Umwelt erkunden und analysieren können; sie sollen sich an Schönheit und Vielfalt erfreuen können und die Folgen ihrer Handlungen für die Umwelt erkennen. (N. Kuch, S. 8)

Die Ausbildung von Erzieherinnen wurde 1995 in die Universitäten geholt – in Finnland allerdings nicht unumstritten. Zurzeit gibt es für diesen Studiengang eine Aufnahmeprüfung, weil die Nachfrage sehr groß ist. Erzieherinnen sind in Finnland wie Lehrer kommunale Angestellte. In der Regel ist dieses Personal gewerkschaftlich organisiert. Aber auch in Finnland verdienen Erzieherinnen (wie in Deutschland) weniger als die Kollegen im Primarschulbereich. Die Sozialerzieherin konzentriert sich stärker auf die Familie und „Sozialhilfe“. Dieser Beruf ist erst in letzter Zeit für die Vorschulerziehung von Bedeutung.
Die Kinderpflegerinnen-Ausbildung wurde 1994 in die Ausbildungsschiene Sozialpflege überführt. Sozialpfleger sollen möglichst breit in unterschiedlichen Bereichen und Gruppen eingesetzt werden können:
- Betreuung und Pflege
- Entwicklungsförderung
- Rehabilitation

Schließlich gibt es noch den Spielgruppenleiter, beispielsweise in Ausbildungsstätten der Lutherischen Kirche.

### Frankreich
Die École Maternelle ist die französische Vorschule. In ihr werden Kinder von drei bis sechs Jahren unterrichtet, dabei sind Kinder einer Altersklasse innerhalb einer Gruppe.

### Österreich
In Österreich werden nicht schulreife, aber schulpflichtige Kinder in die Vorschule aufgenommen. Das bedeutet, dass diese Kinder in einer eigenen Vorschulklasse unterrichtet werden, sofern es diese an der Schule gibt, oder sie werden innerhalb der ersten Klasse Volksschule als Vorschulkinder geführt und nach dem Lehrplan der Vorschule unterrichtet. Ebenso kann es während des ersten Schuljahres zu einer Rückstellung in die Vorschule kommen, aber auch ein Aufstieg in die Volksschule ist innerhalb des Jahres möglich (flexible Schuleingangsphase). Die Kinder werden bereits im Kindergarten speziell gefördert, damit der Besuch einer Vorschule möglichst entfallen kann.
Die Vorschulzeit gilt als Teil der Schulzeit und wird der neunjährigen Schulpflicht angerechnet, womit der Besuch einer Polytechnischen Schule entfallen kann.

### Vereinigte Staaten
In den Vereinigten Staaten besteht eine große Bandbreite von öffentlichen und privaten Vorschulprogrammen, die mehr als die Hälfte aller Kinder unter fünf Jahren und fast alle Fünfjährigen erreichen. Das bedeutendste ist der Kindergarten, der in den USA kein Kinderbetreuungs-, sondern ein Bildungsprogramm der Grundschulen ist. Im Kindergarten werden die Fünfjährigen, die ein Jahr später in die erste Klasse gehen sollen, alphabetisiert und ganztägig nach einem altersgemäßen Grundschulcurriculum unterrichtet. Auch die privaten Day Care Centers und Nursery Schools, in denen besserverdienende Berufstätige ihre Kinder ganztags unterbringen, sowie die privaten Preschools, die preiswerter sind, aber nur Teilzeitprogramme anbieten, verstehen sich eher als Bildungseinrichtungen denn als Kinderbetreuungsservice. In solchen Einrichtungen wird nicht nur gespielt, gesungen und gebastelt, sondern auch grundschulpropädeutisch gelernt. Ein kleiner Teil der Vierjährigen erlernt hier bereits das Lesen, Schreiben und Rechnen. Auch Fremdsprachenunterricht findet gelegentlich statt. Migrantenkinder, die solche Ganztagsprogramme besuchen, erlernen Englisch per Immersion und sprechen es später meist auf muttersprachlichem Niveau. Viele amerikanische Vorschulprogramme – vor allem die ambitionierten Day Care Centers und Nursery Schools – lassen sich heute ähnlich akkreditieren, wie dies früher nur bei Hochschulen üblich war. Um soziale Ungerechtigkeiten auszugleichen – der Besuch guter Vorschulprogramme ist kostspielig und steht nur der Mittelschicht zur Verfügung – wurde 1965 das staatliche Programm Head Start begründet, in dem Kinder aus bildungsfernen Sozialschichten u. a. kostenlose Vorschulbildung erhalten können.